# Chionaspis salicis
Chionaspis salicis är en insekt som först beskrevs av Carl von Linné 1758. Chionaspis salicis ingår i släktet Chionaspis, och familjen pansarsköldlöss. Arten är reproducerande i Sverige. Inga underarter finns listade.